# Schifra
Schifra ist im Alten Testament der Name einer Hebamme. Zusammen mit Pua verhindert sie den Mord an den männlichen Nachkommen der Israeliten in Ägypten.

## Name
Der hebräische Name שִׁפְרָה Šifrah erscheint nur in Ex 1,15 . Der Name steht in Verbindung mit dem Verb שפר schafar, deutsch ‚schön sein‘ und bedeutet „Schönheit“ (so übersetzt bereits Raschi). In der Septuaginta wird der Name mit σεπφωρα sepfora wiedergegeben.

## Biblischer Bericht
Schifra war eine Hebamme der Israeliten in Ägypten. Der Pharao beauftragte sie und die Hebamme Pua bei der Geburtshilfe die männlichen Nachkommen sterben zu lassen. Beide weigerten sich aber aus Gottesfurcht, diesen Befehl auszuführen. Von dem Pharao deswegen zur Rede gestellt, behaupteten sie, die hebräischen Frauen würden im Gegensatz zu den ägyptischen bereits vor der Ankunft einer Hebamme gebären, sodass sie ihren Auftrag nicht hätten ausführen können. Daraufhin veranlasste der Pharao, alle männlichen Neugeborenen in den Nil zu werfen. (Ex 1,15–22 )

## Außerbiblische Rezeption
Targum Jonathan identifiziert Schifra mit der in Ex 6,20  genannten Jochebed, der Mutter Aarons und Moses und Pua mit der in Ex 15,20  genannten Mirjam, der Tochter Jochebeds und Schwester Aarons und Moses.
Der Name Sp-ra findet sich in einer Liste von Sklaven in Ägypten aus der Regierungszeit von Sobekhotep III. 
Die Liste verwahrt das Brooklyn Museum als Papyrus Brooklyn 35.1446. Man nimmt dabei eine hieroglyphische Transliteration des hebräischen Namens Schiphra an.
Der Name kann mit der aramäischen Sapphira sowie mit dem Namen der hebräischen Hebamme verwandt oder mit ihr identisch sein.